# Miguel Ángel Benítez Pavón
Miguel Ángel Benítez (Santísima Trinidad, Asunción, 19 de mayo de 1970) es un exfutbolista paraguayo que se desempeñaba como delantero, se caracterizaba por sus habilidades y velocidad. Su último club fue Sportivo Luqueño. También se ha desempeñado como entrenador durante el tiempo en que estuvo retirado de la práctica activa, entre 2007 y 2008. Supo destacarse en el RCD Espanyol de España y la selección nacional de su país. Se encuentra en la décima posición de máximos goleadores de la selección de fútbol de Paraguay.

## Trayectoria

### Inicios
Sin hacer su debut en la Primera División de Paraguay a los 17 años en 1987 viajó a España llamado por Carlos Lobo Diarte, para fichar por el Calpe FC de España, un club pequeño de Alicante que pertenecía a categorías inferiores y donde recién a los 9 meses pudo hacer su debut.

### Vuelta a España
En 1991 probó en Olimpia pero las diferencias económicas eran amplias. Volvió a España, pasó por U. D. Almería, Atlético de Madrid, Club Polideportivo Mérida, y R. C. D. Espanyol.
Con el equipo del R. C. D. Espanyol el 27 de mayo de 2000 logró conquistar la Copa del Rey de fútbol 1999-2000 en una final contra el Atlético de Madrid donde ganaron por 2-1.

### Grave lesión
Durante su paso por el club R. C. D. Espanyol se lesionó por una entrada de otro paraguayo, el central Celso Ayala. En ese lance, Benítez sufrió subluxación de la rodilla; rotura del ligamento cruzado anterior; rotura del ligamento cruzado posterior; rotura de la cápsula posterior; rotura del complejo capsulo-ligamento posterior interno, con rotura del posterior ligamento lateral interno y probable rotura del menisco interno; y finalmente, fractura en la meseta tibial externa. Es considerado la peor lesión en la liga española. De milagro logró recuperarse y continuó con su carrera.

### Selección paraguaya
También fue llamado a la selección de fútbol de Paraguay y participó en Francia 1998.
Uno de los goles más recordados del Peque con la selección de fútbol de Paraguay fue el del 24 de junio en la Copa Mundial Francia 1998 donde ganaron 3-1 a la selección de Nigeria.
En 1999 jugó la Copa América con su selección. Marcó 3 goles, 2 ante Japón y 1 ante Uruguay en cuartos de final.
Olimpia del Paraguay, Campeon de America.
En la Copa Libertadores 2002, es refuerzo para la fase de octavos de final del Olimpia. Fue protagonista decisivo para aquel equipo, con grandes actuaciones, y un gran desempeño en semifinales contra el Gremio de Porto Alegre. Se consagró Campeón de América con Olimpia del Paraguay (3.ª Estrella de su historia).

### Universitario de Deportes y retirada deportiva
En el 2005 se marchó a Perú para jugar por Universitario de Deportes, jugó al lado del portero peruano José Carvallo, quien fue mundialista en la Copa Mundial de Fútbol de 2018.
Se retiró en 2007 en las filas del club Guaraní.

## Clubes

### Como jugador
| Club                               | País     | Año       |
| ---------------------------------- | -------- | --------- |
| Calpe FC                           | España   | 1987-1992 |
| Atlético de Madrid                 | España   | 1993-1995 |
| Almería (cesión)                   | España   | 1994      |
| Club Polideportivo Mérida (cesión) | España   | 1995      |
| RCD Espanyol                       | España   | 1995-2001 |
| Club Olimpia                       | Paraguay | 2002-2003 |
| Almería                            | España   | 2003-2004 |
| Universitario de Deportes          | Perú     | 2004      |
| Club Olimpia                       | Paraguay | 2005-2006 |
| Club Guaraní                       | Paraguay | 2007      |
| Club Silvio Pettirossi             | Paraguay | 2008      |
| Sportivo Luqueño                   | Paraguay | 2009      |

## Selección nacional
Ha sido internacional con la selección de fútbol de Paraguay. Fue parte del equipo que participó del Mundial de Francia 1998 en el que marcó un gol. En las eliminatorias previas fue autor de 3 tantos.
Actualmente se encuentra en la décima posición de máximos goleadores históricos de la selección de fútbol de Paraguay.

### Goles en la selección
| Goles con la Selección de Paraguay | Goles con la Selección de Paraguay | Goles con la Selección de Paraguay | Goles con la Selección de Paraguay | Goles con la Selección de Paraguay | Goles con la Selección de Paraguay | Goles con la Selección de Paraguay | Goles con la Selección de Paraguay | Goles con la Selección de Paraguay |
| Resultados                         | Resultados                         | Resultados                         | Resultados                         | Lugar                              | Estadio                            | Fecha                              | Tipo                               | Goles                              |
| ---------------------------------- | ---------------------------------- | ---------------------------------- | ---------------------------------- | ---------------------------------- | ---------------------------------- | ---------------------------------- | ---------------------------------- | ---------------------------------- |
| Paraguay                           | 1                                  | 0                                  | Ecuador                            | Asunción                           | Estadio Defensores del Chaco       | 10 de noviembre de 1996            | Eliminatorias Sudamericanas 1998   | 1 gol                              |
| Paraguay                           | 2                                  | 0                                  | Venezuela                          | Mérida                             | Estadio Guillermo Soto Rosa        | 12 de enero de 1997                | Eliminatorias Sudamericanas 1998   | 1 gol                              |
| Paraguay                           | 2                                  | 1                                  | Bolivia                            | Asunción                           | Estadio Defensores del Chaco       | 10 de septiembre de 1997           | Eliminatorias Sudamericanas 1998   | 1 gol                              |
| Paraguay                           | 4                                  | 0                                  | Polonia                            | Asunción                           | Estadio Defensores del Chaco       | 8 de febrero de 1998               | Amistoso                           | 1 gol                              |
| Paraguay                           | 1                                  | 1                                  | México                             | México D.F.                        | Estadio Azteca                     | 18 de marzo de 1998                | Amistoso                           | 1 gol                              |
| Paraguay                           | 1                                  | 1                                  | Colombia                           | New Haven                          | Yale Bowl                          | 28 de marzo de 1998                | Amistoso                           | 1 gol                              |
| Paraguay                           | 3                                  | 1                                  | Nigeria                            | Toulouse                           | Stade de Toulouse                  | 24 de junio de 1998                | Copa del Mundo 1998                | 1 gol                              |
| Paraguay                           | 4                                  | 0                                  | Japón                              | Asunción                           | Estadio Defensores del Chaco       | 2 de julio de 1999                 | Copa América 1999                  | 2 goles                            |
| Paraguay                           | 1                                  | 1                                  | Uruguay                            | Asunción                           | Estadio Defensores del Chaco       | 10 de julio de 1999                | Copa América 1999                  | 1 gol                              |
| Paraguay                           | 1                                  | 0                                  | Uruguay                            | Maldonado                          | Estadio Domingo Burgueño Miguel    | 17 de noviembre de 1999            | Amistoso                           | 1 gol                              |

Para un total de 11 goles

### Participaciones en Copas del Mundo
| Mundial                        | Sede    | Resultado     | Partidos | Goles |
| ------------------------------ | ------- | ------------- | -------- | ----- |
| Copa Mundial de Fútbol de 1998 | Francia | Octavos final | 4        | 1     |

## Palmarés

### Torneos nacionales
| Título       | Club              | País   | Año       |
| ------------ | ----------------- | ------ | --------- |
| Copa del Rey | R. C. D. Espanyol | España | 1999-2000 |

### Torneos internacionales
| Título              | Club    | Sede        | Año  |
| ------------------- | ------- | ----------- | ---- |
| Copa Libertadores   | Olimpia | São Paulo   | 2002 |
| Recopa Sudamericana | Olimpia | Los Ángeles | 2003 |